# Seveso
Seveso – miejscowość i gmina we Włoszech, w regionie Lombardia, w prowincji Monza i Brianza.
Według danych na rok 2004 gminę zamieszkiwało 18 726 osób, 2675,1 os./km².

## Katastrofa w Seveso
10 lipca 1976 doszło tam do wybuchu w zakładach produkujących 2,3,5-trichlorofenol. W wyniku wybuchu do atmosfery wydostało się od 1 kg do kilku kg toksycznej 2,3,7,8-tetrachlorodibenzodioksyny (TCDD).
W wyniku katastrofy około 1,8 tys. ha obszaru zostało skażone. Ewakuowano ponad 700 osób z obszaru 15 ha. Straty materialne oszacowano na kwotę 47 mln euro. W wyniku zatrucia, wiele zwierząt zginęło, kilka terenów przedsiębiorstw zostało skażonych, wielkie obszary rolnicze zostały na wiele lat skażone i wyłączone z gospodarki rolnej. Tereny w pobliżu zakładu zostały skażone do tego stopnia, że do dziś nie nadają się do uprawy ani zamieszkania. Zanotowano wówczas 240 przypadków chloracne i 6 tysięcy osób uległo skażeniu.